# Emil Wiechert
Emil Johann Wiechert (ur. 26 grudnia 1861 w Tylży, zm. 19 marca 1928 w Getyndze) – niemiecki geofizyk.
Ukończył studia na Uniwersytecie w Królewcu. Tytuł doktora otrzymał w 1889 roku, następnie przeniósł się na uniwersytet w Getyndze, gdzie był asystentem Paula Volkmana, wykładał i prowadził badania z zakresu fizyki. W 1897 otrzymał tytuł profesora w geofizyki, a w 1905 pełny tytuł profesorski. Żonaty z Helene Ziebarth, nie miał dzieci.
Przyczynił się do odkrycia elektronu, prowadził również badania promieniowania katodowego. Był pierwszym geofizykiem który przedstawił weryfikowalny model budowy wnętrza Ziemi.
Był jednym z pionierów badań w zakresie fal sejsmicznych, ulepszył konstrukcję sejsmografu i zaproponował wykorzystywanie małych, sztucznie wzbudzanych wstrząsów sejsmicznych w badaniach naukowych, co zrealizował Ludger Mintrop.

## Nagrody
- Członek Berlińskiej Akademii Nauk, 1912.
- Jego imię nosi krater na Księżycu